# 訾晶晶
訾晶晶（1986年11月13日—），天津人，汉族，中国已退役女子足球运动员，司职前锋，足球教练，毕业于北京体育大学，青训出身天津火车头与天津市红桥区业余体校，曾效力于女超联赛球队天津汇森，多次入选中国女足，于2017年退役。
2006年国际足联女子U-20世界锦标赛中打入两球发挥出色，但因备战2006年多哈亚运会时发生左脚踝关节韧带撕裂，导致其无缘亚运会，之后也因伤错过亚洲杯，也曾在2007年女足世界杯和2008年北京奥运会的最后时刻落选。
2022年3月至2023年底，接替陈婉婷担任琼中女足主教练，并最终带领球队在2023赛季以不败战绩夺得女甲联赛冠军，升入下赛季女超联赛。

## 荣誉

### 球员
- 中国女子足球超级联赛最佳射手：2007
- 中国女子足球超级联赛冠军：2007
- 中国女子足协杯冠军：2007，2012
- 中国足球协会女子超级杯冠军：2016

### 教练
- 中国女子足球甲级联赛冠军：2023